# Giusto Lo Piparo
Giusto Lo Piparo (Gassino Torinese, 26 febbraio 1949) è un attore, umorista, sceneggiatore e scrittore italiano.
È anche caratterista e insegnante di teatro e dizione, di cinema, teatro e televisione, dal 10 ottobre 2006 è il Ragionier Giancarlo Carloni nel programma Trebisonda in onda su Raitre.

## Biografia
Si è formato presso la Scuola d'Arte Drammatica del Teatro nuovo di Torino annata 1979 sotto Massimo Scaglione. Ha partecipato a Drive In sull'allora Fininvest, rimanendo sempre nell'ambito del Nord Italia. Amico di Saverio Vallone, ha partecipato con vari ruoli a Casa Vianello, poi a Finalmente soli con Gerry Scotti e alla commedia Il mammo con Enzo Iacchetti e Natalia Estrada. Ha preso parte al film La meglio gioventù e allo sceneggiato Maria Montessori - Una vita per i bambini con Paola Cortellesi.